# Anna Gavalda
Anna Gavalda (Boulogne-Billancourt, 1970. december 9. –) francia író és újságíró.

## Élete és munkássága
Apja banki informatikai rendszerekkel foglalkozott, anyja (textilfestéssel alkotó) iparművész. Vidéken – egy Nogent-le-Roi- i kolostorban – nőtt fel (1974-1980) három fiú és egy lánytestvérével, miután a szülei természetközelibb, festőibb környezetbe vágynak a 68-as nemzedék tagjaiként. 
Szülei 14 éves korában elváltak, ezt követően 1985-től egy szerzetesrendi katolikus lánygimnáziumba került Saint-Cloud-ban. A zárdaiskola fegyelme és kötött napirendje jelentős változást hozott a korábbi életmódja feladásával. Érettségit követően ruhaeladóként és virágárusként vállal munkát, később Amerikában au-pair, emellett fordítani kezdett.
Tanulmányait a Sorbonne Bölcsészettudományi Karán folytatta (1990-1993), ahol maîtrise (főiskolai tanári diplomának megfeleltethető) fokozatot szerzett, és franciát kezdett tanítani a Melun-i katolikus kollégiumban (1993-2002), emellett rendszeresen publikál a Le Figaro-ban.

1999-ben megjelent Csak azt szeretném, ha valaki várna rám valahol [Je voudrais que quelqu'un m'attende quelque part] című kötetével vált ismertté. 
"Nem is reméltem, hogy valaha kiadják, amit csinálok. Csak annyit akartam elérni, hogy segítsenek egy kicsit, hogy egyáltalán mondjanak valamit a munkámról. A teljes Párizs-környéki kiadói hálózatot elborítottam a fénymásolt szövegekkel, de csak sablonos válaszok jöttek. Akkor aztán küldtem egy kéziratot Le Dilettante Könyvkiadónak is, mert tetszettek a borítóik. Kép nap múlva aztán Dominique Gaultier hívott, hogy szerződést szeretne kötni velem. Jó kis történet." 
Könyve átütő sikerét követően (első gyermeke születése után), 2002-ben feladja magániskolai tanári állását és az írásnak szenteli magát. Jelenleg két gyermekével Párizs közelében él.

## Művei, magyar fordítások[6]

### Elbeszélések
- Szeretném, ha valahol valaki várna rám; ford. N. Kiss Zsuzsa; Ulpius-ház, Bp., 2001
- Csak azt szeretném, ha valaki várna rám valahol. Budapest, Magvető, 2008. ISBN 9789631426236. (Je voudrais que quelqu'un m'attende quelque part, 1999)
- Ceux qui savent comprendront. Grand Livre du Mois, 2000[1]
- Nouvelles à chute. Collectif Magnard, 2004[1]
- Édes életünk. Két kisregény; ford. Tótfalusi Ágnes; Magvető, Bp., 2014

### Regények
- L'Échappée belle. France Loisirs, 2001[1]
- Szerettem őt; ford. Tóth Krisztina; Budapest, Magvető, 2005 ISBN 9789631424256 (Je l´aimais, 2002)
- Együtt lehetnénk; ford. Tótfalusi Ágnes; Budapest, Magvető, 2005 ISBN 5999033915670 (Ensemble, c'est tout, 2004)
- A leurs bons cœurs. (mit Régis Momenteau), Cheminements, 2005[1]
- Vigaszág; ford. Tótfalusi Ágnes; Budapest, Magvető, 2009 ISBN 978-9-631-42705-9 (La consolante, 2008)
- Kis kiruccanás; ford. Tótfalusi Ágnes; Budapest, Magvető, 2010 ISBN 978-9-631-42824-7 (L' échappée belle, 2009)
- Billie; ford. Tótfalusi Ágnes; Magvető, Bp., 2015
- Életre kelni; ford. Tótfalusi Ágnes; Budapest, Magvető, 2017 ISBN 9789631436136

### Gyermekkönyvek
- 35 kiló remény; ford. N. Kiss Zsuzsa; Budapest, Magvető, 2009 ISBN 978-9-631-42706-6 (35 kilos d'espoir, 2002)

## Filmek
- 2007: Egyedül nem megy
- 2009: Szerettem őt[7]